# 김치버거

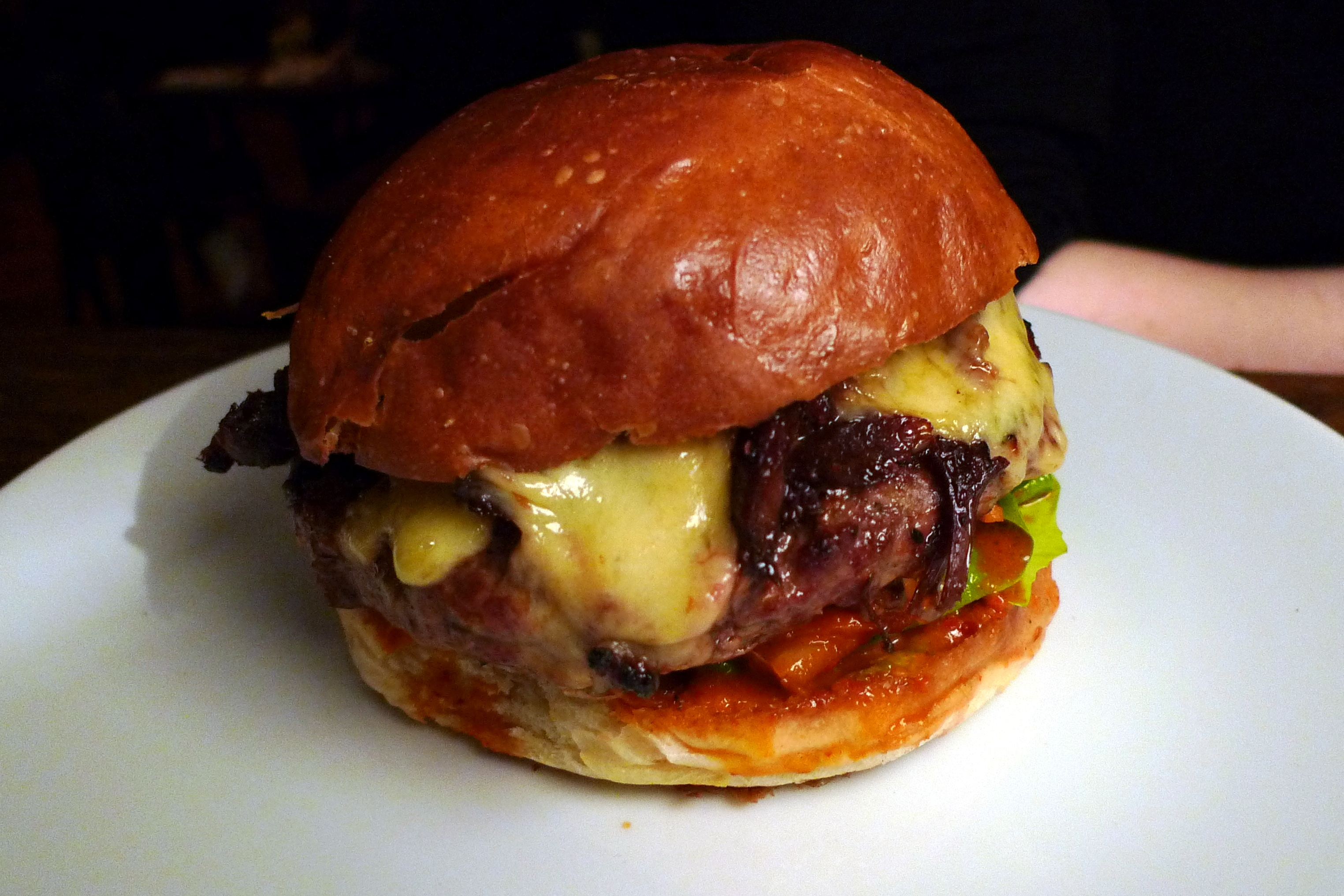

김치버거는 김치가 들어간 햄버거이다. 대한민국, 잉글랜드, 미국의 식당을 포함한 여러 식당이 김치버거를 메뉴 중 일부로 대접한다. 대한민국의 맥도날드 식당들은 김치버거를 제공한다. 분쇄소고기를 이용하여 준비하는 김치버거 외에도 연어 등의 해산물을 이용하여 준비할 수 있다. 김치버거는 달걀 토핑을 올리기도 하며 마요네즈, 바비큐 소스, 고수 등의 재료를 추가로 넣을 수 있다.

## 역사
김치버거는 상대적으로 새로운 현대적 스타일의 햄버거이다. 대한민국 서울의 엉클조스 햄버거가 김치버거를 발명한 곳으로 언급되고 있다.